# Canadair North Star
Le Canadair North Star, aussi appelé Argonaut, DC-4M1, CL-2 ou CL-11 selon les versions et le contexte, est un avion de transport quadrimoteur produit par Canadair de 1946 à 1950, utilisé comme avion de ligne et comme transport militaire. Il se base sur la conception du Douglas DC-4, dont une licence de production a été acquise par le gouvernement canadien. Il est cependant assez différent du modèle d'origine, notamment par sa motorisation.

## Origine
Pendant la Seconde Guerre mondiale, le gouvernement canadien achète à Douglas une licence pour produire le Douglas DC-4. Les termes du contrat lui permettent de confier la production à un avionneur basé dans le pays, mais uniquement pour vendre sur les marchés, civils et militaires, canadiens et britanniques. Initialement, Victory Aircraft est pressenti, mais, après son rachat par Hawker Siddeley, Victory Aircraft devenant alors Avro Canada, la production est finalement confiée à Canadair, issu de la nationalisation en 1944 de la branche canadienne de Vickers.

## Caractéristiques

### Motorisation
La différence la plus importante avec le DC-4 concerne la motorisation. Le DC-4 utilise quatre moteurs Pratt & Whitney R-2000 Twin Wasp, des 14 cylindres en double étoile refroidis par air, d'une cylindrée de 33 litres soit 2 000 pouces cubiques (d'où la désignation), qui ne développent que 1 350 CV chacun. Le Canadair North Star utilise quatre Rolls-Royce Merlin 626. Le Merlin, principalement connu pour avoir équipé les Supermarine Spitfire, de Havilland Mosquito et Hawker Hurricane de la Seconde Guerre mondiale, est un V12 refroidi par eau d'une cylindrée un peu plus modeste (27 litres), mais développant, dans cette version, 1 760 chevaux. Ces moteurs confèrent au North Star des performances bien supérieures à celles du DC-4, en particulier une vitesse de croisière tout à fait exceptionnelle pour l'époque de 523 km/h : le North Star est plus rapide qu'un Lockheed L-049 Constellation. 

### Autres modifications
Par ailleurs, le fuselage est légèrement raccourci, le nez et le train d'atterrissage sont ceux du DC-6. Fiable et performant, le North Star est cependant critiqué pour son niveau de bruit élevé et a une maintenance coûteuse.
La plupart des appareils produits sont pressurisés. Ce n'est pas le cas de la première série d'avions de ligne, ni de ceux destinés au transport militaire.

### Versions
Une version de patrouille maritime, désignée CL-49, a été proposée vers 1950 en réponse à une demande de l'Aviation royale canadienne. Cependant, elle n'est pas réalisée, Canadair produit finalement un avion bien plus performant sur base de Bristol Britannia, le CL-28.

## Versions et utilisateurs

### Trans-Canada Air Lines

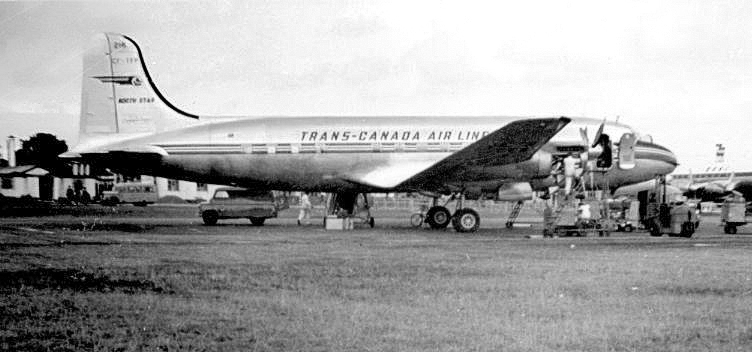
TCA North Star à London Airport (Heathrow) en 1951

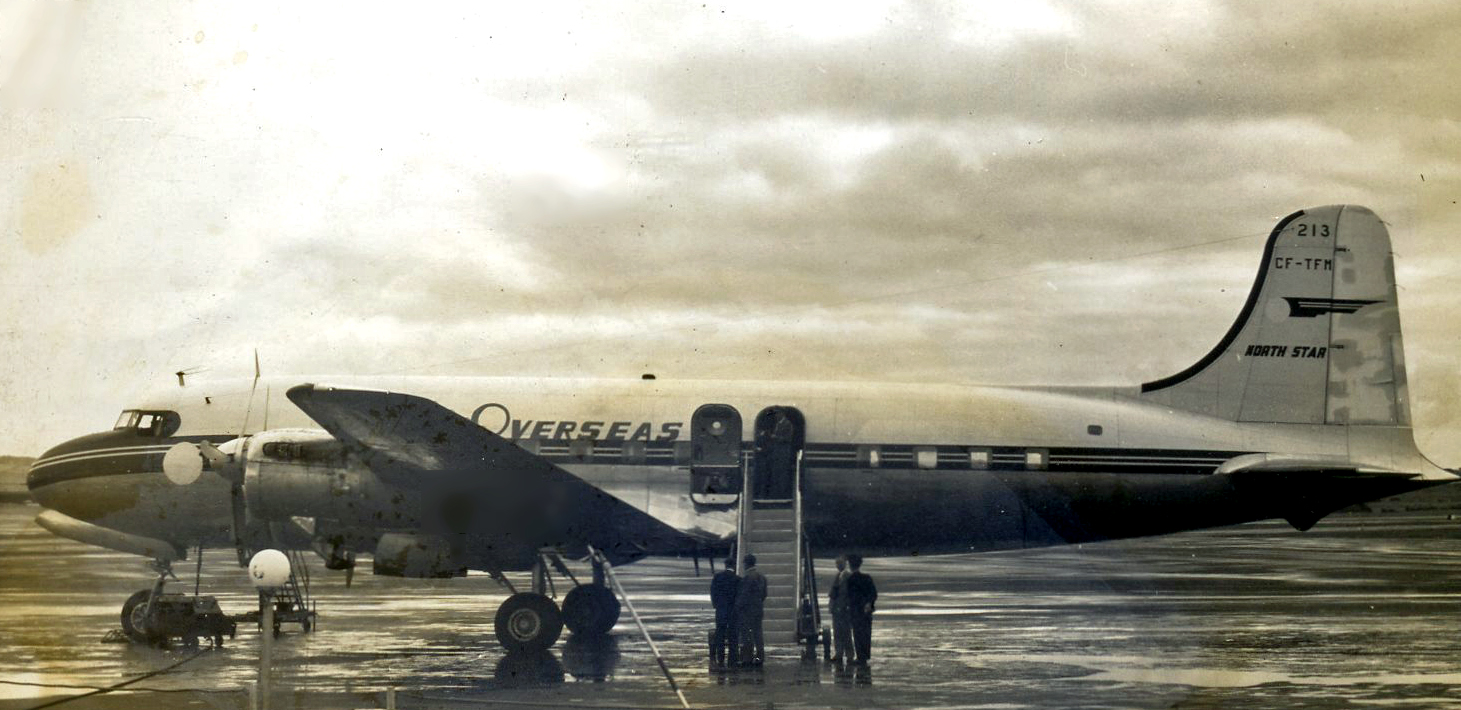
Un ex TCA DC-4M-2 North Star d'Overseas Aviation à Prestwick en 1960

Trans-Canada Air Lines utilise 20 North Star, dont 5 de version DC-4M.1 (non pressurisés) et 15 DC-4M.2 (pressurisés). Ces avions volent sur des lignes transatlantiques, comme Montréal-Paris.

### British Overseas Airways Corporation
Faute d'avions long-courrier de fabrication britannique disponibles au lendemain de la guerre, le gouvernement britannique autorise la BOAC à acheter 22 exemplaires de l'avion canadien, qui sont livrés à partir de 1949. Cette version est appelée Canadair Argonaut. Ces avions sont principalement utilisés sur les lignes à destination du Moyen-Orient et de l'Asie. Un peu plus tard, ils volent aussi à destination de l'Amérique du Sud.
L'un des Argonaut de la BOAC, immatriculé G-ALHK, est utilisé par la princesse Élisabeth et le Prince Philip, à la tête d'une délégation, pour visiter les colonies en Afrique de l'est. Le départ a lieu le 31 janvier 1952, et, pendant cette visite, le roi George VI décède. Le même appareil ramène Elisabeth à Londres le 7 janvier.

### Aviation royale canadienne
Les North Star des militaires canadiens sont utilisés jusque dans les années 1970. Ils ont notamment transporté des troupes et du matériel pour le corps expéditionnaire canadien pendant la guerre de Corée.

### Fin de carrière
Après leur retrait de la BOAC et de TCAL, les North Star circulent encore quelque temps aux mains de petites compagnies, comme charter et avion-cargo. Le tout dernier vol commercial a lieu en 1975.

## Avion survivant

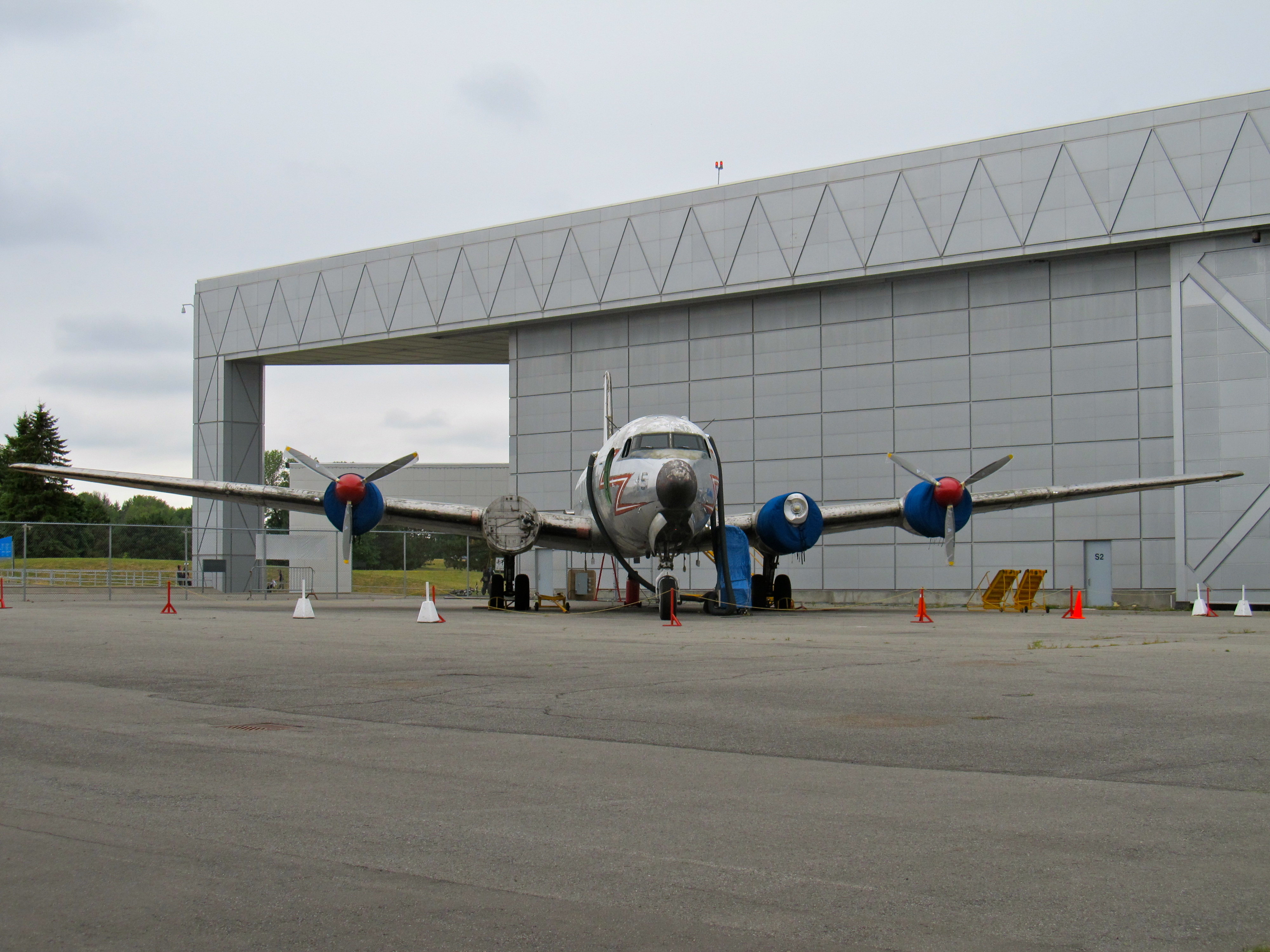
Avion exposé.

Un seul North Star n'a pas été ferraillé.  Il est exposé au Musée de l'aviation et de l'espace du Canada, c'est un ancien avion de l'aviation royale canadienne.